# Helge Linck
Helge Ejnar Linck född den 23 september 1878 i Köpenhamn, död 1954, var en dansk journalist och författare. Han var far till författaren Mogens Linck.
Linck, som var son till en skräddarmästare, gick som ung i lära för att bli handlare, men kom sedan in på Vesterbro seminarium. Redan under denna tid började han verka som journalist i olika tidningar, först Aftenbladet och Klokken 12. Bland dagstidningar han senare medverkade i märks B.T. och därtill skrev han i en rad tidskrifter och veckotidningar, av vilka han själv en period var redaktör för Sund Sans. Hans specialitet var humoristiska artikelserier som skildrade danskt småborgerligt liv i brev- eller samtalsform, av vilka många senare (med början 1911) samlades i bokutgåvor. Hans och Marius Wulffs historia Det stjaalne geni filmatiserades i Sverige 1914 under titeln Det röda tornet
Linck gifte sig första gången 1906 med Betty Kristine Pedersen (1879-1924). Han gifte 1925 om sig med Emma Sofie Daltoft (född 1879).
Också Helge Lincks äldre bror Olaf Linck var journalist och författare.